# Mariana (Brazilië)
Mariana is een gemeente in de Braziliaanse deelstaat Minas Gerais. De gemeente telt 61.387 inwoners (schatting 2022).

## Geografie

### Aangrenzende gemeenten
De gemeente grenst aan Acaiaca, Alvinópolis, Barra Longa, Catas Altas, Diogo de Vasconcelos, Ouro Preto, Piranga en Santa Bárbara.

### Beschermd gebied
Berggebied
- Parque Estadual do Itacolomi met de berg Pico do Itacolomi (1.772 m).